# NGC 7397
NGC 7397 (również PGC 69904) – galaktyka spiralna z poprzeczką (SB0-a), znajdująca się w gwiazdozbiorze Ryb. Odkrył ją 2 października 1856 roku R.J. Mitchell – asystent Williama Parsonsa. Jest to galaktyka z aktywnym jądrem typu LINER.